# Dendronephthya hirsuta
Dendronephthya hirsuta is een zachte koraalsoort uit de familie Nephtheidae. De koraalsoort komt uit het geslacht Dendronephthya. Dendronephthya hirsuta werd in 1960 voor het eerst wetenschappelijk beschreven door Tixier-Durivault & Prevor. 